# Myosotis amabilis
Myosotis amabilis är en strävbladig växtart som beskrevs av Thomas Frederic Cheeseman. Myosotis amabilis ingår i släktet förgätmigejer, och familjen strävbladiga växter. Inga underarter finns listade i Catalogue of Life.